# Cooler (film)
Cooler – amerykańska komedia kryminalna z 2003 roku.

## Obsada
- William H. Macy – Bernie Lootz
- Alec Baldwin – Shelly Kaplow
- Maria Bello – Natalie Belisario
- Tony Longo – Tony
- Paul Sorvino – Buddy Stafford
- Estella Warren – Charlene

## Nagrody i nominacje
Oscary za rok 2003
- Najlepszy aktor drugoplanowy – Alec Baldwin (nominacja)

Złote Globy 2003
- Najlepszy aktor drugoplanowy – Alec Baldwin (nominacja)
- Najlepsza aktorka drugoplanowa – Maria Bello (nominacja)

Nagroda Satelita 2003
- Najlepsza aktorka drugoplanowa w dramacie – Maria Bello
- Najlepszy scenariusz – Frank Hannah, Wayne Kramer (nominacja)
- Najlepszy aktor dramatyczny – William H. Macy (nominacja)
- Najlepszy aktor drugoplanowy w dramacie – Alec Baldwin (nominacja)